# Eduard I d'Anglaterra
Eduard I d'Anglaterra (17 de juny de 1239 – 7 de juliol de 1307) va ser rei d'Anglaterra des de la mort del seu pare Enric III el 1272 fins a la seva mort.
Va comandar els exèrcits del seu pare durant la guerra civil contra els barons liderats per Simó de Montfort, i va participar en la Novena Croada guanyant batalles a Acre i Haifa. Tornant de Terra Santa va rebre les notícies de la mort del seu pare.
Com a rei va conquerir gran part de Gal·les i va estar a punt de subjugar Escòcia. També es va iniciar un ampli projecte de construcció de castells al nord del País de Gal·les.

## Biografia

### Primers anys i matrimoni
Eduard va néixer al Palau de Westminster el 17 de juny de 1239, com a primogènit del Rei Enric III d'Anglaterra i d'Elionor de Provença. Enric era molt devot al culte de Sant Eduard el Confessor, i per això va batejar el seu fill com a Eduard (un nom inusual entre l'aristocràcia anglesa del moment). Tanmateix, com que els numerals als reis era un costum introduït a partir dels normands, és conegut com a Eduard I no com a Eduard IV (considerant els tres reis amb aquest nom durant l'etapa saxona.
El 1254 els anglesos temien que Castella intentés envair la seva província de Gascunya. Com a mesura preventiva Enric va acordar el casament d'Eduard amb Elionor, mig germana del rei Alfons X de Castella. Amb tan sols quinze anys es casà l'1 de novembre de 1254 amb Elionor.
Com a part dels pactes matrimonials Eduard rebé Gascunya, on de mica en mica va anar prenent decisions independentment del seu pare. Quan un grup de barons es va oposar al seu pare i exigí les reformes de govern conegudes com les Provisions d'Oxford, Eduard passà d'una actitud contrària a donar suport als barons discordants. Va nomenar càrrecs polítics a Gascunya que afavorien els partidaris de les reformes, i el seu pare Enric va arribar a pensar que Eduard pretenia revoltar-se i deposar-lo. Però pare i fill van reconciliar-se i quan va començar la segona guerra dels barons liderats per Simó de Montfort, Eduard s'uní als reialistes i comandà exèrcits pel seu pare.

### Guerra civil
La primera batalla tingué lloc a la ciutat de Gloucester, que Eduard aconseguí capturar als enemics. Quan el comte de Derby va arribar per assistir als rebels, Eduard va negociar amb ell una treva, que trencà posteriorment per capturar a Northampton el fill de Simó Montfort. Els exèrcits dels reialistes van enfrontar-se finalment amb els barons a la batalla de Lewes, el 14 de maig de 1264, en què Eduard va ser derrotat i capturat.
Eduard va romandre presoner durant gairebé un any, fins que aconseguí escapar de la vigilància dels seus guardians i va tornar a prendre el comandament de les forces reialistes i s'enfrontà de nou a Montfort a la batalla d'Evesham, el 4 d'agost de 1265. Aquest cop l'exèrcit d'Eduard era molt més nombrós i la batalla va acabar amb victòria reialista i la mort de Montfort.

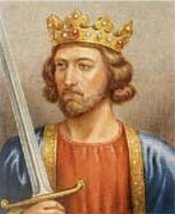
Eduard I

### Vuitena Croada
Un cop pacificat el país, s'embrancà en el projecte de les croades. Després d'aplegar un destacament d'homes, s'embarcà cap a França. L'objectiu de la croada era socórrer la fortalesa cristiana d'Acre, però el líder de la croada, Lluís IX de França, va decidir aturar-se abans a Tunísia per establir un punt de partida al nord d'Àfrica. Allí l'exèrcit francès fou víctima d'una epidèmia que posà fi a la vida del mateix Lluís. Quan Eduard va arribar-hi, el germà de Lluís Carles I d'Anjou ja havia signat un tractat de pau amb l'emir i es va veure obligat a replegar-se a Sicília.

### Novena Croada
La croada es va posposar fins a la primavera següent, però una forta tempesta a la costa siciliana va dissuadir Carles I d'Anjou d'embarcar-se. El setembre de 1269, Jaume el Conqueridor va sortir de Barcelona amb la seva armada per a Terra Santa, però dispersades les seves naus per les tempestes, el rei va haver de desembarcar a Aigües Mortes, prop de Montpeller i només 11 naus van aconseguir arribar finalment a Sant Joan d'Acre dirigides pels fills naturals del rei Ferran Sanxis de Castre i Pere I Ferrandis d'Híxar. L'arribada dels reforços cristians va ser resposta pel soldà Bàybars I amb un atac sobre Acre que va causar moltes baixes en els croats. El rei va haver de renunciar a aquesta nova empresa. Eduard va decidir de continuar sol i el 9 de maig de 1271 va arribar a Acre.
La situació dels regnes cristians a Terra Santa era precària. Jerusalem havia caigut el 1187 i Acre era la principal fortalesa que resistia sota l'amenaça dels mamelucs. Tot i algunes victòries, la situació empitjorava i el maig de 1272 el rei nominal de Jerusalem, Hug III de Xipre, va signar una treva de deu anys amb els mamelucs. Eduard va manifestar-se en contra de la treva i pretengué continuar lluitant, però finalment el 24 de setembre va marxar d'Acre de retorn a casa, després de gairebé perdre la vida a mans de la Secta dels assassins.

## Retorn a Anglaterra

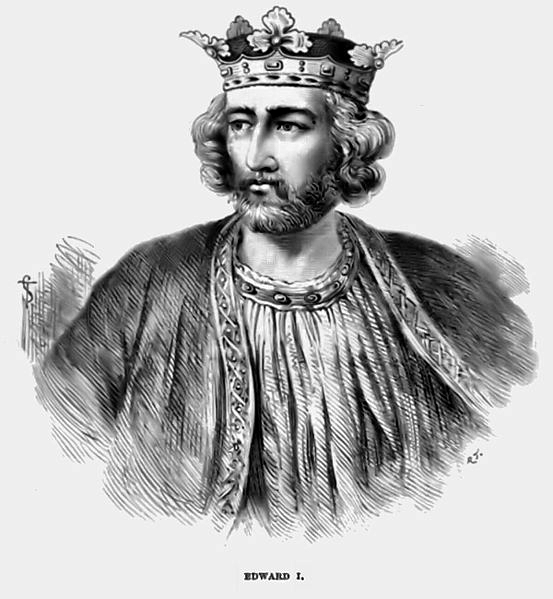
Dibuix del Rei Eduard I d'Anglaterra

Quan arribà a Sicília, l'informaren que el seu pare havia mort el 16 de novembre i que havia estat proclamat rei d'Anglaterra.
Va conquerir Gal·les en dues campanyes, dutes a terme en 1277 i 1282 i 1283 i que van acabar amb la mort de Llewelyn II i el seu germà Dafydd ap Gruffydd.
Després de les campanyes de 1299 i 1300 contra el Soldanat Mameluc, Mahmud Ghazan va atacar de nou Síria el 1301, i va planificar atacs els següents dos anys, però sense resultats, i les ambaixades enviades el 1303 als reis Eduard I d'Anglaterra i Felip IV de França, als que va recordar l'aliança Franco-Mongol no van resultar en suport militar

## Família

### Avantpassats
|  |                                  |  |  |  |  |  |  |  |  |  |  |  |  |  |  |  |
|  | 16. Jofré V d'Anjou              |  |  |  |  |  |  |  |  |  |  |  |  |  |  |  |
|  |                                  |  |  |  |  |  |  |  |  |  |  |  |  |  |  |  |
|  |                                  |  |  |  |  |  |  |  |  |  |  |  |  |  |  |  |
|  | 8. Enric II d'Anglaterra         |  |  |  |  |  |  |  |  |  |  |  |  |  |  |  |
|  |                                  |  |  |  |  |  |  |  |  |  |  |  |  |  |  |  |
|  |                                  |  |  |  |  |  |  |  |  |  |  |  |  |  |  |  |
|  | 17. Matilde d'Anglaterra         |  |  |  |  |  |  |  |  |  |  |  |  |  |  |  |
|  |                                  |  |  |  |  |  |  |  |  |  |  |  |  |  |  |  |
|  |                                  |  |  |  |  |  |  |  |  |  |  |  |  |  |  |  |
|  | 4. Joan d'Anglaterra             |  |  |  |  |  |  |  |  |  |  |  |  |  |  |  |
|  |                                  |  |  |  |  |  |  |  |  |  |  |  |  |  |  |  |
|  |                                  |  |  |  |  |  |  |  |  |  |  |  |  |  |  |  |
|  | 18. Guillem X d'Aquitània        |  |  |  |  |  |  |  |  |  |  |  |  |  |  |  |
|  |                                  |  |  |  |  |  |  |  |  |  |  |  |  |  |  |  |
|  |                                  |  |  |  |  |  |  |  |  |  |  |  |  |  |  |  |
|  | 9. Elionor d'Aquitània           |  |  |  |  |  |  |  |  |  |  |  |  |  |  |  |
|  |                                  |  |  |  |  |  |  |  |  |  |  |  |  |  |  |  |
|  |                                  |  |  |  |  |  |  |  |  |  |  |  |  |  |  |  |
|  | 19. Leonor de Châtellerault      |  |  |  |  |  |  |  |  |  |  |  |  |  |  |  |
|  |                                  |  |  |  |  |  |  |  |  |  |  |  |  |  |  |  |
|  |                                  |  |  |  |  |  |  |  |  |  |  |  |  |  |  |  |
|  | 2. Enric III d'Anglaterra        |  |  |  |  |  |  |  |  |  |  |  |  |  |  |  |
|  |                                  |  |  |  |  |  |  |  |  |  |  |  |  |  |  |  |
|  |                                  |  |  |  |  |  |  |  |  |  |  |  |  |  |  |  |
|  | 5. Isabel d'Angoulema            |  |  |  |  |  |  |  |  |  |  |  |  |  |  |  |
|  |                                  |  |  |  |  |  |  |  |  |  |  |  |  |  |  |  |
|  |                                  |  |  |  |  |  |  |  |  |  |  |  |  |  |  |  |
|  | 1. Eduard I d'Anglaterra         |  |  |  |  |  |  |  |  |  |  |  |  |  |  |  |
|  |                                  |  |  |  |  |  |  |  |  |  |  |  |  |  |  |  |
|  |                                  |  |  |  |  |  |  |  |  |  |  |  |  |  |  |  |
|  | 24. Alfons I el Cast             |  |  |  |  |  |  |  |  |  |  |  |  |  |  |  |
|  |                                  |  |  |  |  |  |  |  |  |  |  |  |  |  |  |  |
|  |                                  |  |  |  |  |  |  |  |  |  |  |  |  |  |  |  |
|  | 12. Alfons II de Provença        |  |  |  |  |  |  |  |  |  |  |  |  |  |  |  |
|  |                                  |  |  |  |  |  |  |  |  |  |  |  |  |  |  |  |
|  |                                  |  |  |  |  |  |  |  |  |  |  |  |  |  |  |  |
|  | 6. Ramon Berenguer V de Provença |  |  |  |  |  |  |  |  |  |  |  |  |  |  |  |
|  |                                  |  |  |  |  |  |  |  |  |  |  |  |  |  |  |  |
|  |                                  |  |  |  |  |  |  |  |  |  |  |  |  |  |  |  |
|  | 3. Elionor de Provença           |  |  |  |  |  |  |  |  |  |  |  |  |  |  |  |
|  |                                  |  |  |  |  |  |  |  |  |  |  |  |  |  |  |  |
|  |                                  |  |  |  |  |  |  |  |  |  |  |  |  |  |  |  |
|  | 28. Humbert III de Savoia        |  |  |  |  |  |  |  |  |  |  |  |  |  |  |  |
|  |                                  |  |  |  |  |  |  |  |  |  |  |  |  |  |  |  |
|  |                                  |  |  |  |  |  |  |  |  |  |  |  |  |  |  |  |
|  | 14. Tomàs I de Savoia            |  |  |  |  |  |  |  |  |  |  |  |  |  |  |  |
|  |                                  |  |  |  |  |  |  |  |  |  |  |  |  |  |  |  |
|  |                                  |  |  |  |  |  |  |  |  |  |  |  |  |  |  |  |
|  | 7. Beatriu de Savoia             |  |  |  |  |  |  |  |  |  |  |  |  |  |  |  |
|  |                                  |  |  |  |  |  |  |  |  |  |  |  |  |  |  |  |
|  |                                  |  |  |  |  |  |  |  |  |  |  |  |  |  |  |  |

### Núpcies i descendents

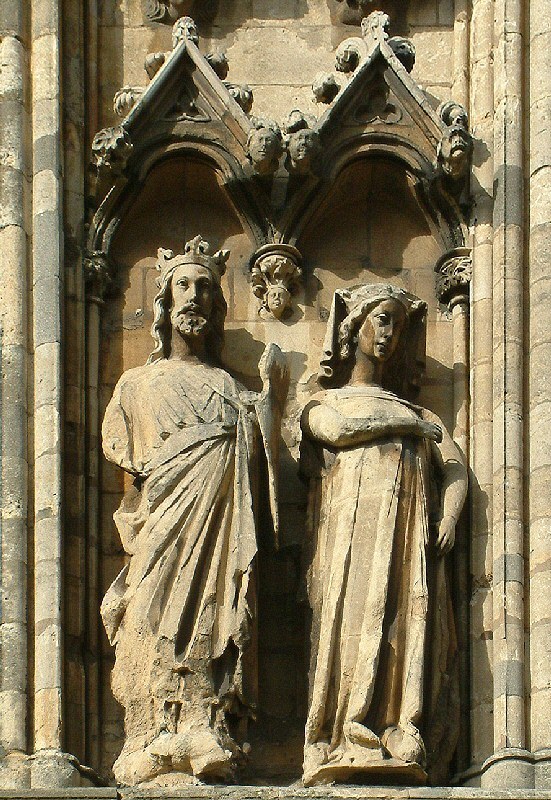
Eduard I i Elionor, a la catedral de Lincoln

El 18 d'octubre de 1254 es casà al monestir de 'Las Huelgas', a Burgos, amb Elionor, filla del rei Ferran III de Castella. D'aquesta unió van néixer quinze fills:
- Una nena (n.i m. Bordeus, França, V.1255).
- Catalina (n. a França, 17.6.1264 - m. a França, 5.9.1264).
- Joana (n. Abbeville, Ponthieu, França, I.1265 - m. a França, 7.9.1265).
- Joan (n. castell de Windsor, 13.7.1266 - m. castell de Wallingford, 3.8.1271).
- Enric (n. castell de Windsor, 6.5.1268 - m. castell de Guildford, 14.10.1274).
- Elionor d'Anglaterra i de Castella (n. castell de Windsor, 18.6.1269 - m. Ghent 29.8.1297), casada primer amb Alfons III d'Aragó (en un matrimoni per poders, mai consumat per la mort del nuvi abans de la boda), i després amb Enric III, comte de Bar.
- Juliana Catalina (n. a Palestina, V.1271 - m. a Palestina, 5.9.1271).
- Joana (n. Acre, Palestina, primavera 1272 - m. Clare, Suffolk, 7.4.1307), casada primer amb Gilbert de Clare, comte de Gloucester i Hertford. En enviudar (1295), el seu pare va pretendre casar-la amb Amadeu V de Savoia, però ella s'havia casat en secret (1297), amb Ralph de Monthermer, servent del seu primer marit.
- Alfons (n. Baiona, Gascunya, França, 24.11.1273 - m. castell de Windsor, 19.8.1284), comte de Chester.
- Margarida (n. castell de Windsor, 15.3.1275 - m. Brussel·les, Bèlgica, III.1333), casada amb Joan II, duc de Brabant.
- Berenguel·la (n. Kempton, Middlesex, 1.5.1276 - m. 27.6.1278).
- una filla (n. palau de Westminster, XII.1277 - m. palau de Westminster, I.1278).
- Maria (n. palau de Windsor, 11.3.1279 - m. abadia d'Amesbury, Wiltshire, 29.5.1332), monja el 1291, abadessa d'Amesbury.
- Isabel (n. castell de Rhuddlan, Carnarvon, 7.8.1282 - m. Quendon, Essex, 5.5.1316), casada primer amb Joan I, comte d'Holanda i després amb Humphrey de Bohun, comte de Hereford i Essex.
- Eduard II d'Anglaterra (n. castell de Caernarvon, 25.4.1284 - m. assassinat, castell de Berkeley, 21.9.1327), successor del seu pare en el tron.

## Llegat

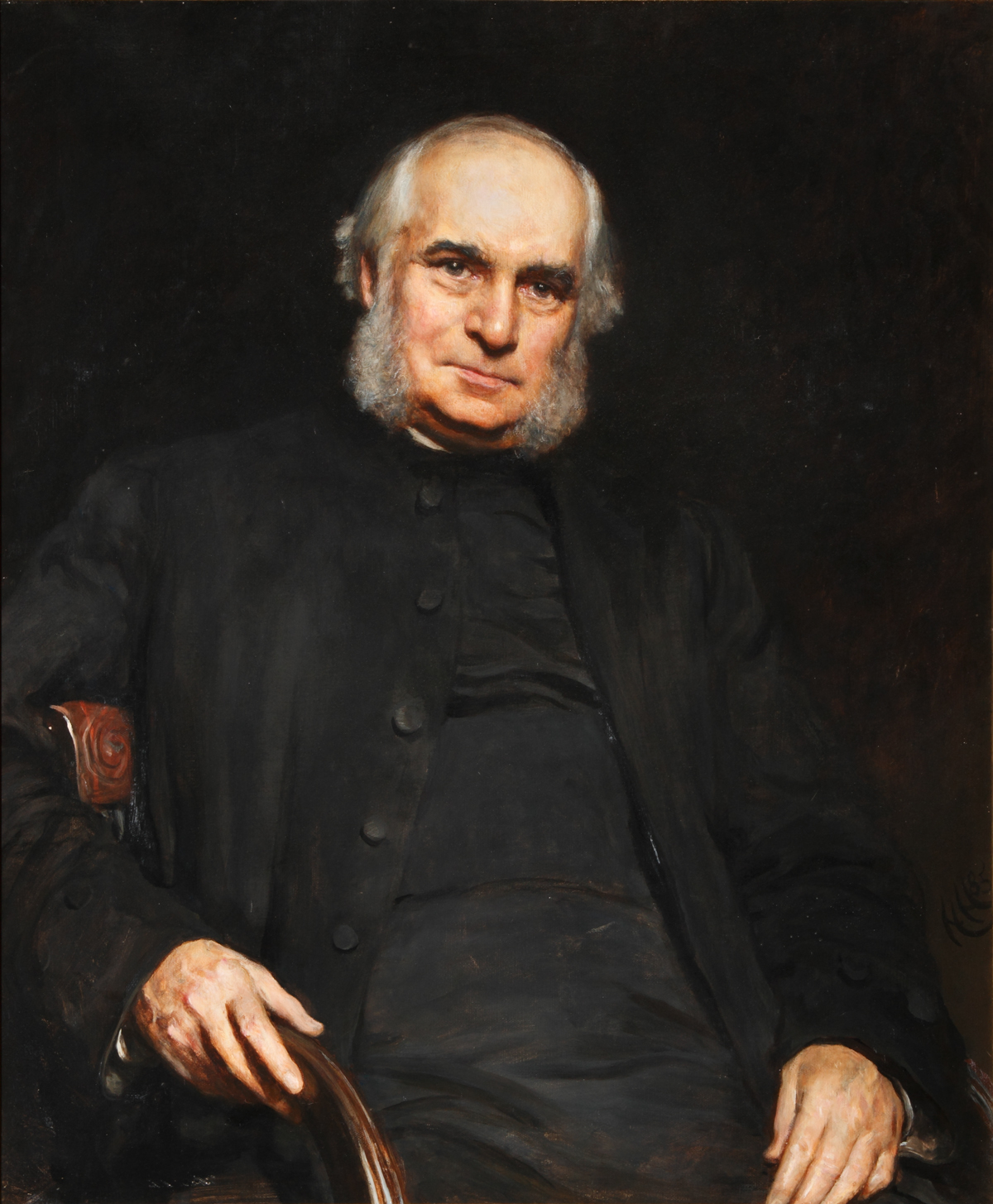
El bisbe William Stubbs, en la seva Història constitucional, va destacar la contribució d'Eduard a la constitució anglesa.

Les primeres històries d'Eduard als segles XVI i XVII es van basar principalment en les obres dels cronistes, i van fer poc ús dels registres oficials de l'època. Es van limitar a comentaris generals sobre la importància d'Eduard com a monarca i es van fer ressò dels elogis dels cronistes pels seus èxits. Durant el segle xvii, l'advocat Edward Coke va escriure extensament sobre la legislació d'Eduard, anomenant el rei Justinià anglès pel reconegut legislador bizantí Justinià I. Més tard, els historiadors van utilitzar el registre disponible com a prova per dilucidar els papers del Parlament i la reialesa sota Eduard, fent comparacions entre el seu regnat i la lluita política del seu propi segle. Els historiadors del segle xviii van establir una imatge d'Eduard com un monarca capaç, encara que despietat, condicionat per les circumstàncies del seu propi temps.
En canvi, l'influent historiador victorià William Stubbs va suggerir que Eduard havia modelat activament la història nacional, formant lleis i institucions angleses i ajudant Anglaterra a desenvolupar una monarquia parlamentària i constitucional. Les seves fortaleses i debilitats com a governant es consideraven emblemàtiques del conjunt del poble anglès. L'estudiant de Stubbs, Thomas Tout, va adoptar inicialment la mateixa perspectiva, però després d'una àmplia investigació sobre la casa reial d'Eduard, i amb el suport de la recerca dels seus contemporanis sobre els primers parlaments de l'època, va canviar d'opinió. Tout va arribar a veure Eduard com un líder conservador i interessat, utilitzant el sistema parlamentari com «l'enginy astut d'un autòcrata, ansiós per utilitzar la massa del poble com a control dels seus enemics hereditaris entre el gran baronatge».
Els historiadors dels segles XX i XXI han dut a terme una àmplia investigació sobre Eduard i el seu regnat. La majoria han conclòs que aquest va ser un període molt significatiu en la història medieval anglesa, alguns van anar més enllà i van descriure Eduard com un dels grans reis medievals, encara que la majoria també està d'acord que els seus últims anys van tenir menys èxit que les seves primeres dècades al poder. G. Templeman va argumentar en el seu assaig historiogràfic de 1950 que «en general es reconeix que Eduard I mereix un lloc destacat en la història de l'Anglaterra medieval». Durant aquest període s'han produït tres grans narracions acadèmiques d'Eduard. Els volums de FM Powicke, publicats el 1947 i el 1953, que van formar les obres estàndard sobre Eduard durant diverses dècades, van ser en gran manera positius en lloar els èxits del seu regnat, i en particular el seu enfocament en la justícia i la llei.   El 1988, Michael Prestwich va produir una biografia autoritzada del rei, centrada en la seva carrera política, encara retratant-lo en termes simpàtics, però destacant algunes de les conseqüències de les seves polítiques fallides. La biografia de Marc Morris va seguir el 2008, dibuixant més detalls de la personalitat d'Eduard i, en general, prenent una visió més dura de les seves debilitats i característiques menys agradables, assenyalant que els analistes moderns del regnat d'Eduard denuncien el rei per les seves polítiques contra els jueus a Anglaterra. S'ha produït un considerable debat acadèmic al voltant del caràcter de la reialesa d'Eduard, les seves habilitats polítiques i, en particular, la seva gestió dels seus comtes, i el grau en què aquest era de naturalesa col·laborativa o repressiva.
Els historiadors han debatut com s'ha d'avaluar el regnat d'Eduard I: Michael Prestwich el 1988 va intentar jutjar-lo segons els estàndards de la seva època. Fred Cazel està d'acord amb aquest enfocament, sobretot pel que fa a la seva falta de sensibilitat política i actituds intransigents, argumentant que la ira era la seva arma política.  Prestwich conclou que «Eduard va ser un rei formidable; el seu regnat, tant amb els seus èxits com les seves decepcions, un gran», i va ser «sens dubte un dels més grans governants del seu temps». Tanmateix, GWS Barrow contesta que els contemporanis d'Eduard coneixien el «significat de la compassió, la magnanimitat, la justícia i la generositat», que poques vegades s'elevava per sobre dels estàndards morals mínims de la seva època, sinó que mostrava una vena altament reivindicativa i es troba entre els oportunistes més audaços d'història política anglesa. John Gillingham argumenta que Eduard va ser un «pinxo efectiu», però «cap rei d'Anglaterra va tenir un impacte més gran en els pobles de la Gran Bretanya que Eduard I» i que «els historiadors moderns de l'estat anglès... sempre han reconegut el regnat d'Eduard I com a fonamental». Més recentment, Andrew Spencer i Caroline Burt han revalorat el regnat d'Eduard des d'una perspectiva constitucional anglesa, afirmant que tenia un paper personal en la reforma i un propòsit moral en el seu lideratge. Spencer conclou que el regnat d'Edward «va ser realment... un gran», i Burt afirma que Eduard va ser innovador..., creatiu, centrat i reeixit. Afegeix que «va fer bé el paper d'un bon rei... [i] amb aplom». Colin Veach pregunta si «els gal·lesos, escocesos, irlandesos i jueus haurien estat d'acord».
Hi ha una gran diferència entre la historiografia anglesa i l'escocesa sobre el rei Eduard. GWS Barrow va veure que Eduard explotava despietadament l'estat sense líders d'Escòcia per obtenir la superioritat feudal sobre el regne i reduir-lo a una possessió anglesa. Segons la seva opinió, la insistència d'Eduard en la guerra i la mala comprensió de la capacitat de resistència escocesa van crear un amarg antagonisme... que va perdurar durant segles. Michael Brown adverteix que la independència escocesa no s'ha de veure com a inevitable; Eduard podria haver aconseguit els seus objectius. Els historiadors gal·lesos veuen el regnat i la conquesta d'Eduard com un desastre per a la confiança i la cultura nacionals gal·leses. R. Davies considera que els seus mètodes a Gal·les són essencialment colonialistes, creant un profund ressentiment i una estructura social similar a l'apartheid. John Davies va assenyalar el fanatisme anti-gal·lès dels colons anglesos introduït per la conquesta d'Eduard. Reconeixen els eventuals intents d'Eduard de reconstruir algun tipus de cooperació amb la societat nativa gal·lesa, però afirmen que això no era suficient per curar el trauma de la conquesta. L'historiador irlandès James Lydon va considerar el segle xiii i el regnat d'Eduard com un punt d'inflexió per a Irlanda, ja que la Senyoria va extreure recursos irlandesos per a les seves guerres, no va aconseguir mantenir la pau i va permetre un ressorgiment de la fortuna de la Irlanda gaèlica, donant lloc a un conflicte prolongat. Diversos historiadors, com Simon Schama, Norman Davies i historiadors d'Escòcia, Gal·les i Irlanda, han intentat avaluar el regnat d'Eduard en el context del desenvolupament de la Gran Bretanya i Irlanda. Destaquen el creixent poder de la llei, l'estat centralitzat i la corona a tot Europa, i veuen que Edward afirma els seus drets dins d'Anglaterra i respecte a les altres nacions de la Gran Bretanya i Irlanda. Brown afegeix que el mateix Eduard va patir això com a súbdit del rei francès a Gascunya. La centralització tendia a implicar uniformitat i una discriminació creixent contra les identitats perifèriques i hostilitat a la llei irlandesa i gal·lesa. Tot i que aquest grup d'historiadors no veu que Eduard hagués dut a terme una política planificada d'expansionisme, sovint veuen que les tàctiques i els resultats de les seves polítiques sovint han causat divisió i conflicte innecessaris.
De la mateixa manera, hi ha una avaluació molt més negativa d'Eduard en els estudis sobre la història anglojueva. Barrie Dobson diu que les accions d'Eduard I cap a la minoria jueva sovint semblen ser la part més rellevant del seu regnat per a un públic modern, mentre que el 1992 Colin Richmond va expressar la consternació perquè Eduard no hagués rebut una reavaluació més àmplia. Paul Hyams veu el seu fanatisme religiós sincer com a central de les seves accions contra els jueus, Richmond el veu com un antisemita pioner, i Robert Stacey el considera el primer monarca anglès que va aplicar una política estatal d'antisemitisme. Richmond assenyala que Eduard va ser el primer no només a expulsar permanentment els jueus, sinó també a intentar conversions forçades i a triar de manera reivindicativa dates simbòliques per a les seves accions. Richmond observa que més tard els nazis van utilitzar la mateixa pràctica en triar els dies sants jueus per cometre atrocitats contra els jueus. Robert Moore subratlla que l'antisemitisme va ser desenvolupat pels líders de l'església i actuat per figures com Eduard, en lloc de ser una faceta del prejudici popular. Els estudis sobre l'antisemitisme medieval identifiquen que els regnats d'Enric III i Eduard, juntament amb l'expulsió, desenvolupen un antisemitisme anglès persistent, basat en la idea que els anglesos superen els jueus com a poble escollit per Déu, i en la singularitat d'Anglaterra com a país lliure de jueus.